# نوید افقه
نوید افقَه (زادهٔ ۲۰ آبان ۱۳۴۹) نوازندهٔ تمبک و محقق موسیقی اهل ایران است.

## زندگی و فعالیت هنری

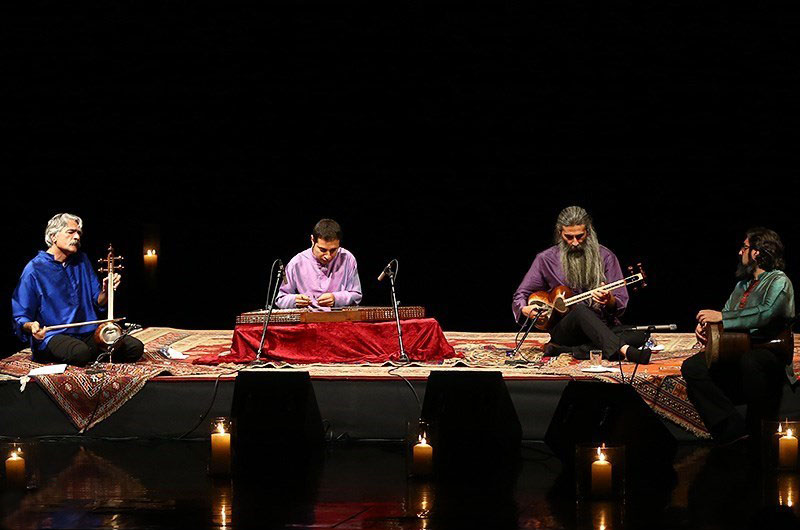
اجرای سال ۲۰۱۶ در تالار وحدت

نوید افقه، ۲۰ آبان سال ۱۳۴۹ در شیراز متولد شد. فراگیری ساز تمبک را از سال ۱۳۶۲ در مرکز حفظ و اشاعه موسیقی نزد محمود فرهمند آغاز نمود و طی دوره‌های مختلف از تجربیات وی بهره‌مند شد. نوید افقه با گروه‌های مختلفی از جمله: سروش، پایور، دالاهو، آئینه و مسیحا، گروه عارف و … در کنسرت‌های داخلی و خارجی همکاری داشته‌است. او با نواختن سازهای تار و سه‌تار نیز آشنایی دارد. وی همچنین دوره‌های هارمونی، کنترپوان و ارکستراسیون را نزد کامبیز روشن‌روان گذرانده‌است. او در سال ۱۳۷۹ نخستین آلبوم موسیقی خود را در ایران و یک سال بعد در فرانسه منتشر نمود. وی سه نمونه تمبک با صدادهی و تکنیک اجرایی متفاوت طراحی نموده‌است. او همچنین مدیر آموزشگاه موسیقی داروک در شیراز است و در آنجا به تحقیق و تدریس مشغول است.
در اسفند ۱۳۹۷ مراسم نکوداشت نوید افقه به همراه رونمایی از سردیس وی در اداره فرهنگ و ارشاد اسلامی نی‌ریز برگزار شد.

## بازداشت
نوید افقه در جریان خیزش ۱۴۰۱ ایران، ۲۸ آبان ۱۴۰۱ در شیراز بازداشت شد. دستگیری او با انتقاد گستردهٔ هنرمندان در داخل و خارج از کشور روبه‌رو شد. کیهان کلهر نوازنده و موسیقی‌دان ایرانی در واکنش به این بازداشت نوشت: «تنی از پاکترین و نجیبترین و داناترین مردم ایران در زندان حاکم شب است. کسی که سالهاست شاهدم، با وجود تمام ناملایمات و سختیها که گریبان اهل هنر را گرفته در برابر هیچ قلدر صاحب زوری سر خم نکرد. نوید افقه هنرمندیست که فقط درد مردم را فریاد نزده، او درد مردم را زیسته.»
سیامک آقایی، آهنگساز ایرانی، با انتقاد از حکومت، نوشت «این روزها، جسم امید، ناباورانه از میان خون و خیانت و فسردگی جوانه می‌زند، آوار خونین وقایع را یکی یکی کنار می‌زند، می‌بالد، بر مزار بعضی می‌گرید و زمانی فریاد می‌زند و از همه مهم‌تر «می‌آموزد» و بزرگ و بزرگتر می‌شود.» او با آرزوی آزادی نوید افقه و تمامی آزادی‌خواهان در بند گفت جای هنرمند زندان نیست.
خانه موسیقی ایران پنجم آذر ۱۴۰۱ خبر داد که نوید افقه با وثیقه ۲ میلیارد تومانی آزاد شده است.

## آثار هنری
| نام آلبوم                   | سال انتشار | ناشر                        | توضیحات                                               |
| --------------------------- | ---------- | --------------------------- | ----------------------------------------------------- |
| سیاوشانه                    | ۱۳۷۸       | موسسه فرهنگی هنری چهارگاه   | اثر مهدی آذرسینا                                      |
| سیاه مشق                    | -          | موسسه فرهنگی هنری چهارگاه   | اثر مهدی آذرسینا                                      |
| آوای خیال                   | ۱۳۷۹       | -                           | تک نوازی تنبک                                         |
| آفرینش                      | ۱۳۸۲       | هرمس                        | آلبوم‌ مستقل                                           |
| غم زیبا                     | ۱۳۸۲       |                             | اثر مسعود شناسا                                       |
| معبد پیکره‌های چوبی          | ۱۳۹۰       | ماه ریزمهر                  | طرحی برای آوا و تنبک                                  |
| نواژه                       | ۱۳۹۰       | آوای خورشید                 | اثر مسعود شناسا                                       |
| نغمه ساز ضربه آواز          | ۱۳۸۶       | چهار باغ                    | اثر ارژنگ سیفی زاده                                   |
| جوی نقره مهتاب              | ۱۳۸۷       | رهگذر هفت اقلیم             | اثر بهداد بابایی                                      |
| شور خورشید                  | ۱۳۸۷       | موسسه فرهنگی هنری آوای شیدا | اثر پیمان خسروی سامانی                                |
| آب، نان، آواز               | ۱۳۸۸       | دل آواز                     | اثر علی قمصری                                         |
| سفر عسرت                    | ۱۳۸۸       | -                           | اثر فرخزاد لایق                                       |
| پاسداشت حسین‌خان اسماعیل‌زاده | ۱۳۹۴       | -                           | اثر رضا پرویززاده                                     |
| وهم                         | ۱۳۹۵       | -                           | اثر حسام اینانلو                                      |
| از دور تا دیر               | ۱۳۹۶       | جوان                        | اثر ارژنگ سیفی زاده- دونوازی تار و تنبک در دستگاه نوا |
| عدم                         | -          | رهگذر هفت اقلیم             | اثر مسعود رضایی                                       |
| راه بی‌نهایت                 | -          | -                           | اثر مدیا فرج نژاد                                     |
| راه جنون                    | -          | رهگذر هفت اقلیم             | اثر بهداد بابایی                                      |
| ذوق مستی                    |            | شرکت فرهنگی هنری چهارباغ    | اثر پیمان خسروی سامانی                                |
| آوای خیال                   | ١۴٠٣       | انتشارات مشاهیر هنر         | تکنوازی تمبک                                          |